# Adolf Theodor Julius Ludwig
Adolf Theodor Julius Ludwig (* 19. Februar 1808 in Płock an der Weichsel; † 1876 in Warschau) war ein lutherischer Theologe und als Generalsuperintendent leitender Geistlicher der Evangelisch-Augsburgischen Kirche in Polen.

## Leben
Als Sohn eines jüdischen Schneiders geboren besuchte Adolf Theodor Julius Ludwig die Woiwodschaftsschule an seinem Heimatort und studierte danach an den Universitäten Warschau und Berlin Theologie. In Warschau lernte er den polnischen Philosophen und Mystiker Bronislaw Ferdynand Trentowski kennen, und in Berlin waren Friedrich Schleiermacher und Georg Wilhelm Friedrich Hegel seine Universitätslehrer.
Nach dem Vikariat wirkte Ludwig von 1829 bis 1834 als Pfarrer in Włocławek und wurde danach als Pfarrer in Warschau tätig, wo er bis 1876 blieb. Im Jahre 1836 erhielt er die Berufung als Mitglied des Konsistoriums, und ab 1838 war er außerdem Superintendent der Diözese Warschau.
Im Jahre 1849 schließlich wurde Ludwig zum Generalsuperintendenten und damit Leitendem Geistlichen der Evangelisch-Augsburgischen Kirche in Polen ernannt, gleichzeitig zum Vizepräsidenten des Konsistoriums.
Als er fast erblindete ließ sich Ludwig am 13. November 1874 von den Pflichten eines Generalsuperintendenten entbinden, blieb aber noch bis 1875 Pastor in der Warschauer Gemeinde. Sein Tod im Alter von 68 Jahren kam überraschend. Auf dem augsburgischen Friedhof in Warschau fand er seine letzte Ruhestätte. Sein Nachfolger wurde Paul Woldemar von Everth.
Ludwig war verheiratet, die Ehe blieb kinderlos. Das Ehepaar adoptierte den unehelichen Sohn eines durch Selbstmord verstorbenen Pfarrers, der später russischer General und auch Präses des Warschauer evangelisch-augsburgischen Kollegiums wurde.

## Wirken
Adolf Theodor Julius Ludwig war ein glühender Anhänger des Rationalismus. Nach seiner Amtsübernahme als Generalsuperintendent bemühte er sich sogleich, in allen Gemeinden den Bromberger Katechismus und das von ihm überarbeitete deutsche Gesangbuch einzuführen. Bei solcher theologisch-rationalistischer Einflussübernahme stieß Ludwig auf starken innerkirchlichen Widerstand. 
Dieser machte sich noch mehr bemerkbar, als Ludwig sich gegen die Herrnhuter Brüdergemeine wandte und es sich zur Pflicht machte, „die herrnhutische Sache in Polen zu zerstören“. Herrnhuter durften zu seiner Amtszeit nicht Kirchenvorsteher sein, geschweige denn überhaupt ein öffentliches Amt in der Kirche bekleiden. Das Zerwürfnis der damaligen polnischen Evangelisch-Augsburgischen Kirche konnte erst durch Ludwigs Amtsnachfolger Paul Woldemar von Everth wieder bereinigt werden.
In seiner theologisch-rationalistischen Anschauung fand Ludwig in dem Judenchristen Johann Jakob Benni seinen schärfsten Gegner. Dieser sammelte in seinen Pfarrgemeinden Petrikau und Tomaszów Mazowiecki einen Kreis bibeltreuer Prediger, der es sich zur Aufgabe machte, dem Rationalismus in der Kirche durch reine Wortverkündigung und bibelgebundene Unterweisung und Seelsorge entgegenzuwirken. Die Auseinandersetzungen waren wortreich und vehement.
Positiv wahrgenommen wurde Ludwigs Mitwirkung beim Zustandekommen des so wichtigen Kirchengesetzes von 1849, das vom russischen Zaren Nikolaus I. bestätigt wurde und im Königreich Polen für alle evangelisch-lutherischen Gemeinden eine konsistoriale Verfassung vorsah. Auch setzte sich Ludwig für die Neugründung von Gemeinden, den Bau von Kirchen und Bethäusern sowie für das Lehrerseminar in Warschau 1866 ein. Von der zaristischen Regierung wurde er wegen seiner Loyalität durch die Verleihung des Ordens des Hl. Wladimir 3. Klasse, des Hl. Stanislaus 1. Klasse und der Hl. Anna 1. Klasse ausgezeichnet.